# Ходутка
Сопка Ходутка — потенциально активный стратовулкан на Камчатке. Расположен на плато Ольхового. Абсолютная высота вершины 2090 м, относительная 1750 м.
Был сформирован в конце плейстоцена. Вулкан является частью Ходуткинского вулканического массива, в который также входят стратовулканы Приёмыш и Пиратковский. Приёмыш более старый вулкан, имеет правильный конус с вершинным хорошо сохранившимся кратером. Является потухшим. Пиратковский — вулкан с кальдерой и центральным лавовым куполом. Потух в голоцене.
Кратер Ходутки сильно разрушен: его северная часть прорвана ущельем, а склоны сильно изрезаны барранкосами. Кратер и ущелье заполнены ледником.
Маар Ходуткинский на западном склоне был создан около 2800 лет назад во время извержения, от которого сохранилась тефра, в большей части южной Камчатки. Формирование двойника Маар сопровождалось небольшими пирокластическими потоками и последующим размещением лавовых потоков и купола. Последнее извержение произошло около 2000 лет назад.

## Достопримечательности
У северо-западных склонов вулкана находится памятник природы Ходуткинские горячие источники.